# Ngadirojolor
Ngadirojolor is een bestuurslaag in het regentschap Wonogiri van de provincie Midden-Java, Indonesië. Ngadirojolor telt 4961 inwoners (volkstelling 2010).